# Closterium praelongum
Closterium praelongum  là một loài Song tinh tảo trong họ Desmidiaceae, thuộc chi Closterium.